# Pacoro I
Pacoro I (in partico 𐭐𐭊𐭅𐭓) (... – Cirrestica, 38 a.C.) è stato un sovrano partico che rimase al potere per uno (39 a.C.) o due anni (39-38 a.C.).
Figlio del re dei Parti Orode II, il numismatico David Sellwood ha identificato con grande verosimiglianza l'arco temporale in cui regnò, ma non è chiaro se Pacoro abbia governato assieme a suo padre o in modo indipendente. Sua moglie era una principessa armena il cui nome è ignoto, sorella del re artasside dell'Armenia Artavaside II (regnante dal 55 al 34 a.C.).
Dopo la vittoria riportata dai Parti contro i romani nella battaglia di Carre nel 53 a.C., i primi tentarono di conquistare i territori posseduti dai propri nemici nell'Asia occidentale, con Pacoro che figurava tra i comandanti principali a capo di quest'operazione. Malgrado i successi riportati in una fase iniziale, i romani ebbero alla fine la meglio. Lo stesso Pacoro fu sconfitto e ucciso durante la battaglia del Monte Gindaro per mano delle truppe guidate da Publio Ventidio Basso. La sua dipartita aprì una crisi di successione che vide Orode II, profondamente afflitto dalla morte del suo figlio prediletto, cedere il trono all'altro figlio Fraate IV (r. 37-2 a.C.) come suo nuovo erede.

## Nome
Il nome Pacoro è la versione latinizzata (Pacorus) del greco Pakoros (Πακώρος), derivante a sua volta dall'iranico medio Pakur e dall'iranico antico bag-puhr ("figlio di un dio"). La traslitterazione in armeno e in georgiano è uguale, ovvero Bakur (rispettivamente; Բակուր, ბაკური).

## Biografia

Mappa dei confini tra l'impero partico e la repubblica romana nel 55 a.C.

Pacoro era il primogenito ed erede di Orode II (regnante dal 57 al 37 a.C.), il sovrano dell'impero dei Parti. Sua madre potrebbe essere stata una principessa vissuta nelle aree periferiche orientali della Partia. Poco prima della battaglia di Carre (l'odierna Harran, Turchia sudorientale) combattuta tra i Parti e un esercito romano comandato dal triumviro Marco Licinio Crasso, Orode II invase l'Armenia interrompendo il sostegno di Crasso dal suo alleato, il re artasside Artavaside II (r. 55-34 a.C.). Orode persuase il re armeno a suggellare un'alleanza matrimoniale tra il principe ereditario Pacoro I (morto nel 38 a.C.) e la sorella di Artavaside.
Dopo la sconfitta e la morte di Crasso a Carre, i Parti tentarono di conquistare i territori in mano ai romani in Asia occidentale. Secondo Kennedy, quest'obiettivo fu perseguito in maniera ancora più marcata specie dopo il reclutamento dei prigionieri e di altre truppe esperte dei romani nelle file partiche. Pacoro e il suo comandante Osace decisero di compiere una campagna in Siria riuscendo a spingersi fino a Antiochia nel 51 a.C., ma venendo respinti da Gaio Cassio Longino, il quale tese un'imboscata che gli consentì di uccidere Osace. Orode II si schierò con Gneo Pompeo nel corso della guerra civile contro Giulio Cesare e inviò persino delle truppe a sostegno delle forze anti-cesaree nell'ambito della battaglia di Filippi del 42 a.C. Quinto Labieno, un generale fedele a Cassio e a Bruto, si avvicinò alle posizioni politiche della Partia contro il secondo triumvirato nel 40 a.C.; l'anno successivo invase la Siria insieme a Pacoro I. Il triumviro Marco Antonio non fu in grado di guidare la difesa romana in maniera efficiente contro la Partia a causa della sua partenza per l'Italia, dove radunò gli uomini necessari a fronteggiare il suo rivale Ottaviano e, alla fine, condusse negoziati con lui a Brindisi.

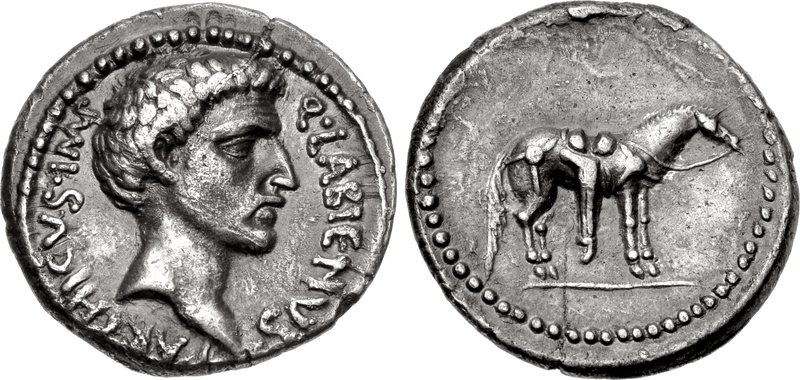
Moneta di Quinto Labieno

Dopo che la Siria fu occupata dall'esercito di Pacoro, Labieno si separò dalla principale forza dei Parti per invadere l'Anatolia, mentre Pacoro e il suo comandante Barzafarne invasero il Levante. Gli aggressori sottomisero tutti gli insediamenti lungo la costa mediterranea fino a Tolemaide (l'odierna Acri, in Israele), con l'unica eccezione di Tiro. In Giudea, i combattenti ebraici filo-romani diretti dal sommo sacerdote Ircano II, Fasaele ed Erode furono sconfitti dai Parti e dal loro alleato ebraico Antigono II Asmoneo (r. 40-37 a.C.); quest'ultimo fu nominato re di Giudea mentre Erode fuggì nel suo forte a Masada.
Nonostante questi successi, i Parti furono presto scacciati dal Levante da una controffensiva romana. Ventidio Basso, un ufficiale al comando di Marco Antonio, sconfisse e poi giustiziò Labieno in uno scontro avvenuto alle porte della Cilicia (moderna provincia di Mersin, in Turchia) nel 39 a.C. Poco dopo, un contingente partico in Siria agli ordini del generale Farnapato subì una disfatta per mano di Ventidio durante la battaglia del passo di Amano (presso l'odierno confine tra la Siria e la Turchia). A quel punto, Pacoro I decise di ritirarsi temporaneamente dalla Siria. Quando tornò nella primavera del 38 a.C., affrontò Ventidio al monte Gindaro, situato a nord-est di Antiochia. Pacoro fu ucciso durante la battaglia e le sue forze si ritirarono attraverso l'Eufrate. La sua morte generò una crisi di successione che spinse Orode, profondamente afflitto dalla morte del suo figlio prediletto, a cedere il trono all'altro figlio Fraate IV (r. 37 circa–2 a.C.).
Nei suoi studi, il numismatico David Sellwood ha compreso che Pacoro regnò nel 39 a.C. circa. Non è chiaro se Pacoro avesse esercitato il potere assieme a suo padre o abbia regnato in modo indipendente.

## Nella letteratura
Lo scrittore musulmano medievale al-Tha'alibi (morto nel 1038) riferisce che Pacoro (da lui chiamato Afqūr Shāh) recuperò il vessillo noto come Derafsh Kaviani ed eseguì delle campagne nel territorio romano allo scopo di vendicare la conquista della Persia compiuta da parte di Alessandro Magno.

### Fonti primarie
- Cassio Dione, Storia romana, collana BUR Classici greci e latini, traduzione di Giuseppe Norcio, Rizzoli, 1995, ISBN 978-88-17-17033-8.
- Plutarco, Vite parallele, a cura di Maria Luisa Amerio e Domenica Paola Orsi, collana Classici greci, UTET, 2021, ISBN 978-88-51-19669-1.

### Fonti secondarie
- (EN) David Bivar, The Political History of Iran under the Arsacids, in Ehsan Yarshater, The Cambridge History of Iran, 3(1): The Seleucid, Parthian and Sasanian Periods, Cambridge, Cambridge University Press, 1983,  pp. 21-99, ISBN 0-521-20092-X.
- (EN) Maria Brosius, The Persians: An Introduction, Londra e New York, Routledge, 2006, ISBN 978-0-415-32089-4.
- (EN) Vesta Sarkhosh Curtis, Religious iconography on ancient Iranian coins, in Journal of Late Antiquity, Londra, 2007,  pp. 413-434.
- (EN) Uwe Ellerbrock, The Parthians: The Forgotten Empire, Oxford, Routledge, 2021, ISBN 978-03-67-48190-2.
- (EN) Gene Ralph Garthwaite, The Persians, Oxford e Carlton, Blackwell Publishing, Ltd., 2004, ISBN 978-1-55786-860-2.
- Massimo Guidetti, Storia del Mediterraneo nell'antichità: 9.-1. secolo a.C, Editoriale Jaca Book, 2004, ISBN 978-88-16-40660-5.
- (EN) David Kennedy, Parthia and Rome: eastern perspectives, in David L. Kennedy e David Braund, The Roman Army in the East, Ann Arbor, Cushing Malloy Inc., Journal of Roman Archaeology: Supplementary Series Number Eighteen, 1996,  pp. 67-90, ISBN 1-887829-18-0.
- (EN) Michał Marciak, Sophene, Gordyene, and Adiabene: Three Regna Minora of Northern Mesopotamia Between East and West, BRILL, 2017, ISBN 978-90-04-35072-4.
- (EN) Marek Olbrycht, Orodes II, in Ehsan Yarshater, Encyclopædia Iranica, ed. online, Encyclopædia Iranica Foundation, 2021.
- (EN) Stephen H. Rapp, The Sasanian World through Georgian Eyes: Caucasia and the Iranian Commonwealth in Late Antique Georgian Literature, Ashgate Publishing, Ltd, 2014, ISBN 978-14-72-42552-2.
- (EN) Emma Strugnell, Ventidius' Parthian War: Rome's Forgotten Eastern Triumph, in Acta Antiqua, vol. 46, n. 3, 2006,  pp. 239-252, DOI:10.1556/AAnt.46.2006.3.3.
- (EN) Ehsan Yarshater, Iranian National History, in The Cambridge History of Iran, 3(1): The Seleucid, Parthian and Sasanian Periods, Cambridge, Cambridge University Press, 1983,  pp. 359-481, ISBN 0-521-20092-X.